# Fűrészfalu
Fűrészfalu (1899-ig Hvozdicz, szlovákul Hvozdnica) község Szlovákiában, a Zsolnai kerületben, a Nagybiccsei járásban.

## Fekvése
Nagybiccsétől 5 km-re nyugatra fekszik.

## Története
A község területén az i. e. 2. században a puhói kultúra népe telepedett meg, településének nyomait a Kulíska-dombon találták meg. A 6. századtól a biccsei völgyben szláv törzsek telepedtek le, településük még a 10. században is megvolt.
A terület a 11. században a Magyar Királyság része lett. A falu első említése „Hoznucha” alakban 1250-ből származik, amikor a szörnyű tatár pusztítás után IV. Béla az addig királyi tulajdonban levő birtokot szolgálataiért Fülöp ispánnak adományozza. 1271-ben V. István király a nagybiccsei birtokot a nyitrai püspökségnek adja. 1383-tól a település a vágbesztercei váruradalom része. A század végén Csák Máté birtoka, majd ennek leverése után a királyé, aki – hívének: Beckó urának – Stíbor vajdának és fiának adja. 1458-ban Mátyás király a vágbesztercei birtokkal Podmaniczky Lászlónak adja, az oklevélben a falut „Hwoznycze” alakban említik. 1471-ben szintén a vágbesztercei uradalom részeként írják. A 16. században a térség egyik legnagyobb faluja, 1563-ban Balassa András és Serédy Gáspár birtoka, később a Hrabovszky, Klobusiczky és Benyovszky családé. 1598-ban 20 adózó porta volt a községben. 1605-ben Bocskai hajdúi fosztogatták. 1784-ben 90 házában 547 lakos élt.
A 18. század végén Vályi András így ír róla: „HVORNICZA. vagy Hvoznicza. Tót falu Trentsén Vármegy. földes Urai G. Balassa, és G. Szapáry Uraságok, lakosai katolikusok, fekszik Schavikhoz közel, és annak filiája, földgye meglehetős termékenységű, fája bőven, legelője elég van.”
1828-ban 97 háza volt 757 lakossal, akik főként mezőgazdasággal foglalkoztak.
Fényes Elek 1851-ben kiadott geográfiai szótárában így ír a faluról: „Hvoznicza, tót falu, Trencsén vmegyében, közel a Vágh jobb partjához: 140 kath., 8 zsidó lak. Jó határ; legelője fája bőven; fürészmalom. A vágh-beszterczei urad. tartozik.”
A trianoni békéig Trencsén vármegye Nagybiccsei járásához tartozott.

## Népessége
| Év:            | 1994. | 2004.   | 2014.   | 2024.   |
| -------------- | ----- | ------- | ------- | ------- |
| Emberek száma: | 1079  | 1139    | 1185    | 1235    |
| Eltérés:       |       | +5,56 % | +4,03 % | +4,21 % |

| Év:            | 2023. | 2024.   |
| -------------- | ----- | ------- |
| Emberek száma: | 1226  | 1235    |
| Eltérés:       |       | +0,73 % |

1910-ben 602, túlnyomórészt szlovák anyanyelvű lakosa volt.
2001-ben 1117 lakosából 1110 szlovák volt.
2011-ben 1176 lakosából 1161 szlovák volt.

## Külső hivatkozások
- Hivatalos oldal
- Községinfó
- Fűrészfalu Szlovákia térképén
- E-obce.sk